# Plagiosternum
Il plagiosterno (gen. Plagiosternum) è un anfibio estinto, appartenente ai temnospondili. Visse nel Triassico medio (circa 247 – 240 milioni di anni fa) e i suoi resti fossili sono stati ritrovati in Germania, nelle isole Svalbard e in Russia. 

## Descrizione
Come tutte le forme affini (i plagiosauri), Plagiosternum era dotato di un grande cranio piatto, più largo che lungo. Il cranio di questo animale era estremamente ampio, con una larghezza compresa tra i 50 e i 70 centimetri, circa due volte e mezzo la sua lunghezza. Si differenziava dalle forme simili (come Gerrothorax) per una ridotta ornamentazione delle ossa del cranio, costituita in ogni caso da piccoli solchi. Il margine delle ossa della regione delle guance era dotato di un profondo solco temporale. Le ossa lacrimali formavano parte del margine sia delle narici che dell'orbita. L'osso quadratojugale era dotato di una proiezione ventrale supraquadrata, mentre l'interclavicola era di forma trapezoidale. 

## Classificazione
Questo animale fu dapprima conosciuto per fossili ritrovati in Germania in strati del Triassico medio, e venne inizialmente denominato Mastodonsaurus granulosus da Eberhard Fraas nel 1889. Lo stesso Fraas, tuttavia, riconobbe la notevole diversità di questi fossili rispetto agli altri attribuiti a Mastodonsaurus, e li ridenominò nel 1896 Plagiosternum granulosum. Altri fossili attribuiti allo stesso genere vennero ritrovati in Russia, in strati dell'Anisico (P. paraboliceps) e del Ladinico (P. danilovi), lungo il fiume Yushatyr. 

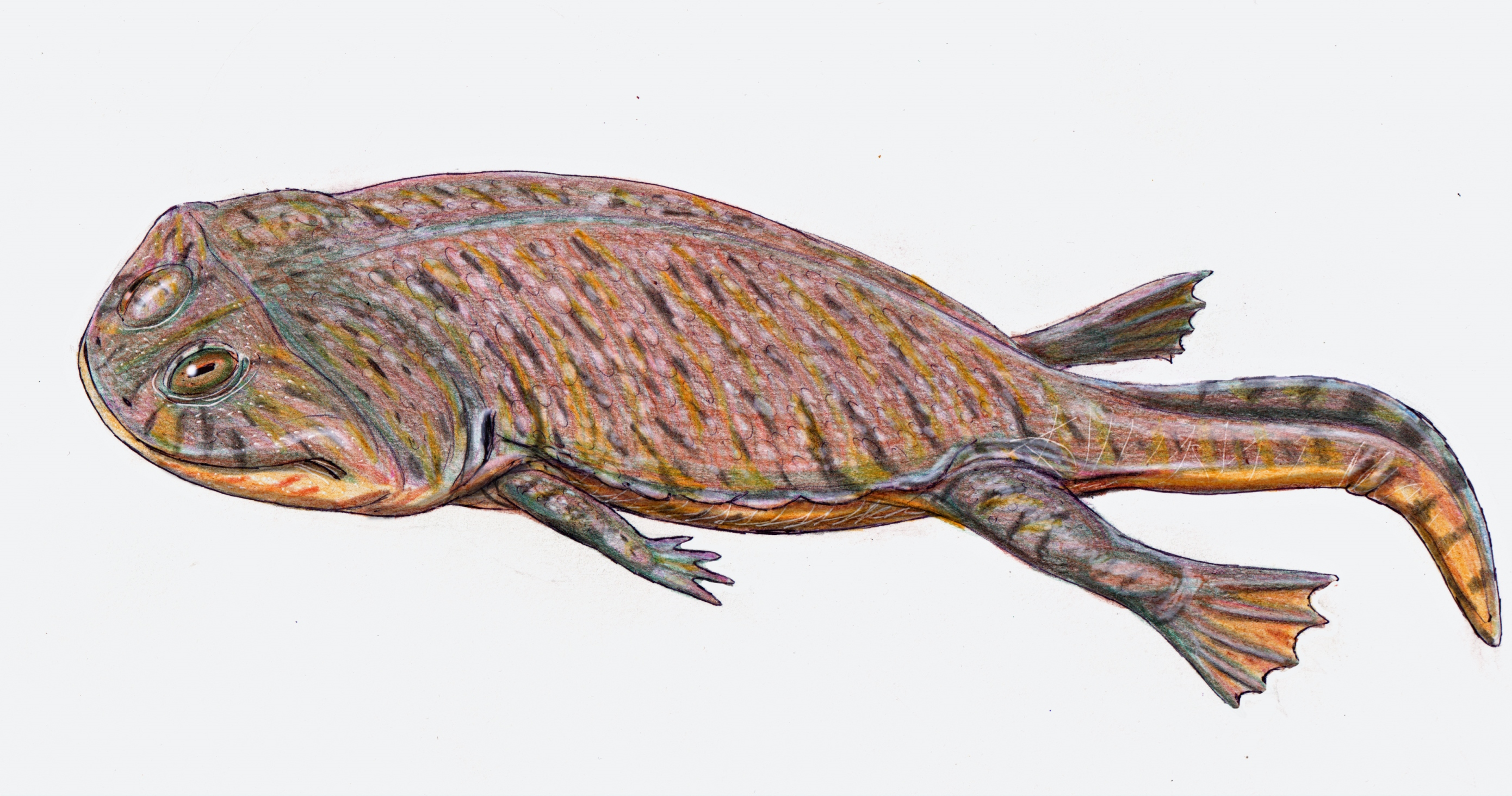
Rocostruzione di Plagiosternum

Plagiosternum fa parte di quel gruppo di anfibi noti come plagiosauridi, comprendenti animali dal corpo e dal cranio appiattiti, dotati di occhi grandi e di denti acuminati. In particolare, sembra che Plagiosternum fosse un rappresentante relativamente basale del gruppo, dotato di poca ornamentazione cranica.